# جدول زمني لأبحاث البليزوصورات

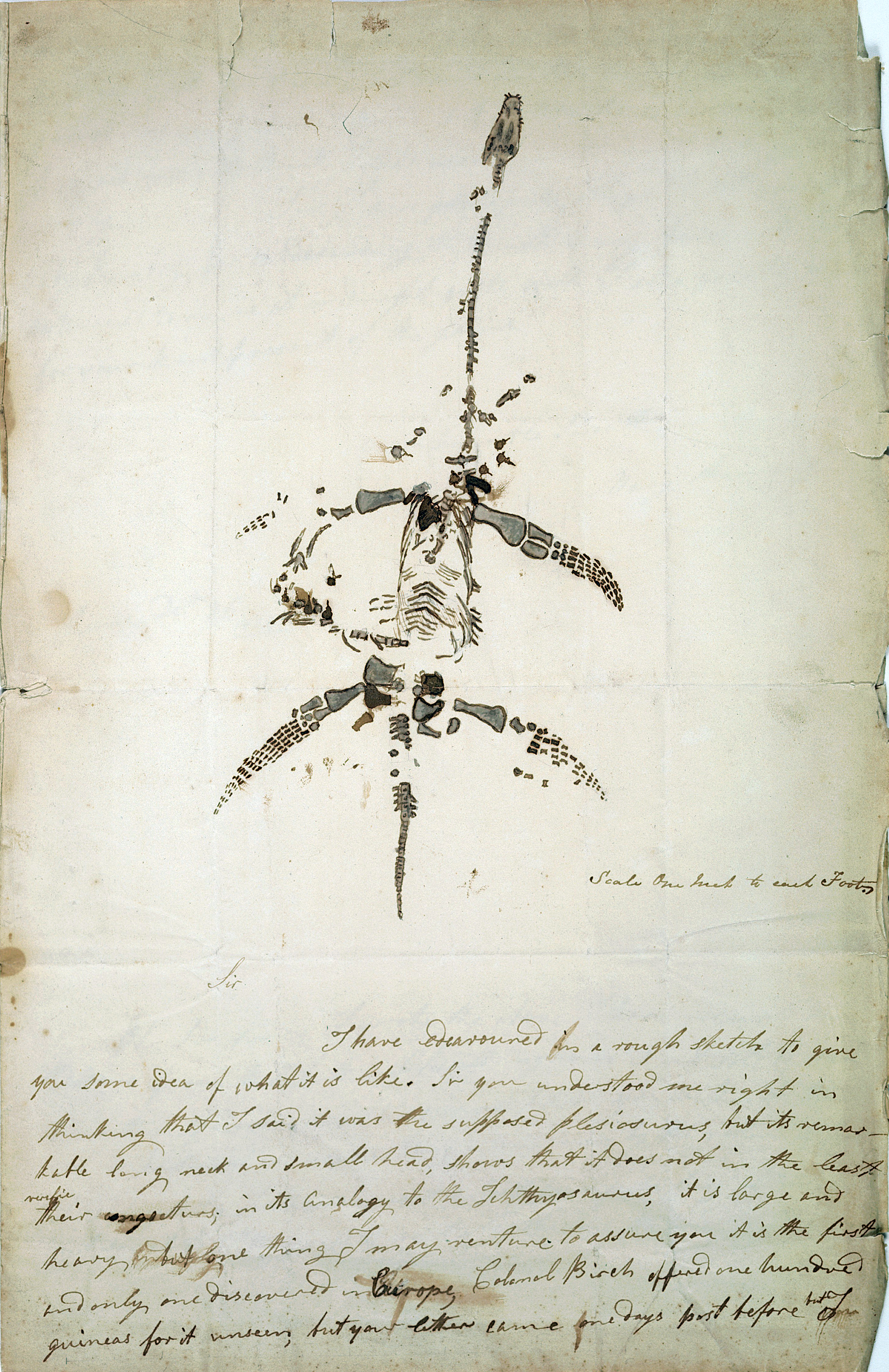
رسالة تتعلق باكتشاف البليزوصورات الذي حصل عام 1823 من ماري أنينج.

الجدول الزمني لأبحاث البليزوصورات (بالإنجليزية: plesiosaur)‏ وهو قائمة مرتبة حسب التصنيف الزمني الذي يضم الاكتشافات الاحفورية المهمة والجدالات القائمة التي أجريت حول تفسيرها، التنقيحات التصنيفية والصور المستولدة للبليزوصورات، وهي رتبة من الزواحف البحرية التي ازدهرت خلال عصر الديناصورات. اكتشفت أول أحافير البليزوصورات الموثقة علميًا أثناء أوائل القرن التاسع عشر بواسطة ماري أنينج. اكتشفت ووَصَفت البليزوصورات فعليًا قبل الدينوصورات (dinosaurs). وكانت أيضًا من بين الحيوانات المصنفة اولياً التي برزت في عمليات إعادة التشكيل الفنية للعالم القديم، ومن ثم من بين أوائل كائنات ما قبل التأريخ لجذب اهتمام الجمهور العادي. كان هناك اعتقاد سائد أنَّ البليزوصورات في الاصل نوعًا من أشكال الانتقال البدائي بين الحياة البحرية والزواحف البرية. ومع ذلك، تعرف البليزوصورات الآن كزواحف بحرية مستمدة من الأسلاف البرية.
كان هناك اعتقاد سائد بين الباحثون الأوائل أن البليزوصورات وَضَعت البيض مثل الغالبية العظمى من الزواحف. وتصوروا ايضاُ إنَّ البليزوصورات تزحف إلى الشواطئ وتدفن البيض مثل السلاحف. مع ذلك، انتقل الرأي لاحقًا نحو فكرة أنَّ البليزوصورات أنجبت ولم تذهب مطلقًا إلى اليابسة. كان تحرك البليزوصورات مصدر خلاف مستمر بين علماء الحفريات. كانت التخمينات المبكرة حول هذا الموضوع خلال القرن التاسع عشر تشير إلى إنَّ طريقة سباحة البليزوصورات مشابهة إلى طريقة السلاحف البحرية الحديثة باستخدام التجديف. انتقل الرأي خلال عشرينيات القرن العشرين إلى فكرة إنَّ البليزوصورات سبحت بحركة تجديف. مع ذلك، نُشِر في عام 1975 بحث وجد مرة أُخرى تأييدًا للسباحة مثل السلحفاة البحرية في البليزوصورات. أعاد هذا الاستنتاج إثارة الخلاف المتعلق بتنقل البليزوصورات حتى أواخر القرن العشرين. في عام 2011، انهى أف. روبين أوكييف ولويس ماريا تشياب النقاش حول تكاثر البليزوصورات، حيث أعلنا عن اكتشاف أنثى بليزوصور حامل بجنين كبير محفوظ بداخلها.

## عصر ما قبل العلم الحديث
ربما تكون البقايا المتعلقة بالبليزوصورات وحيوانات مثل الطائر الغاطس هيسبورنيس (Hesperornis) أو تيروصور تيرانودون (pterosaur Pteranodon) قد حفزت الخرافات حول الصراع بين طيور الرعد ووحوش المياه التي ذكرها الأمريكيين الأصليين الذين عاشوا في ولاية كانساس ونبراسكا.

## القرن الثامن عشر

### 1719
- وَصَف ويليام ستوكلي أول هيكل عظمي جزئي للبليزوصور حيث لفت انتباهه بواسطة الجد الأكبر لتشارلز داروين وهو روبرت داروين من إيلستون.[11]

## القرن التاسع عشر

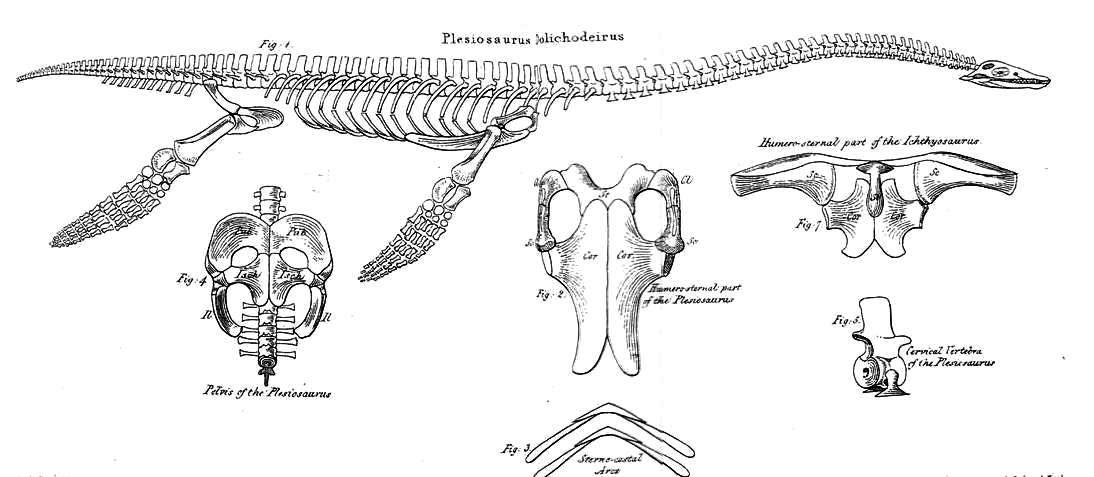
إعادة بناء الهيكل العظمي في عام 1824 للبليزوصورات من قبل هنري دي لا بيتش.

### أوائل القرن التاسع عشر
1811
- إكتشفت ماري أنينج في إنجلترا بعض من أحافير البليزوصورات.

### عشرينيات القرن التاسع عشر
1821

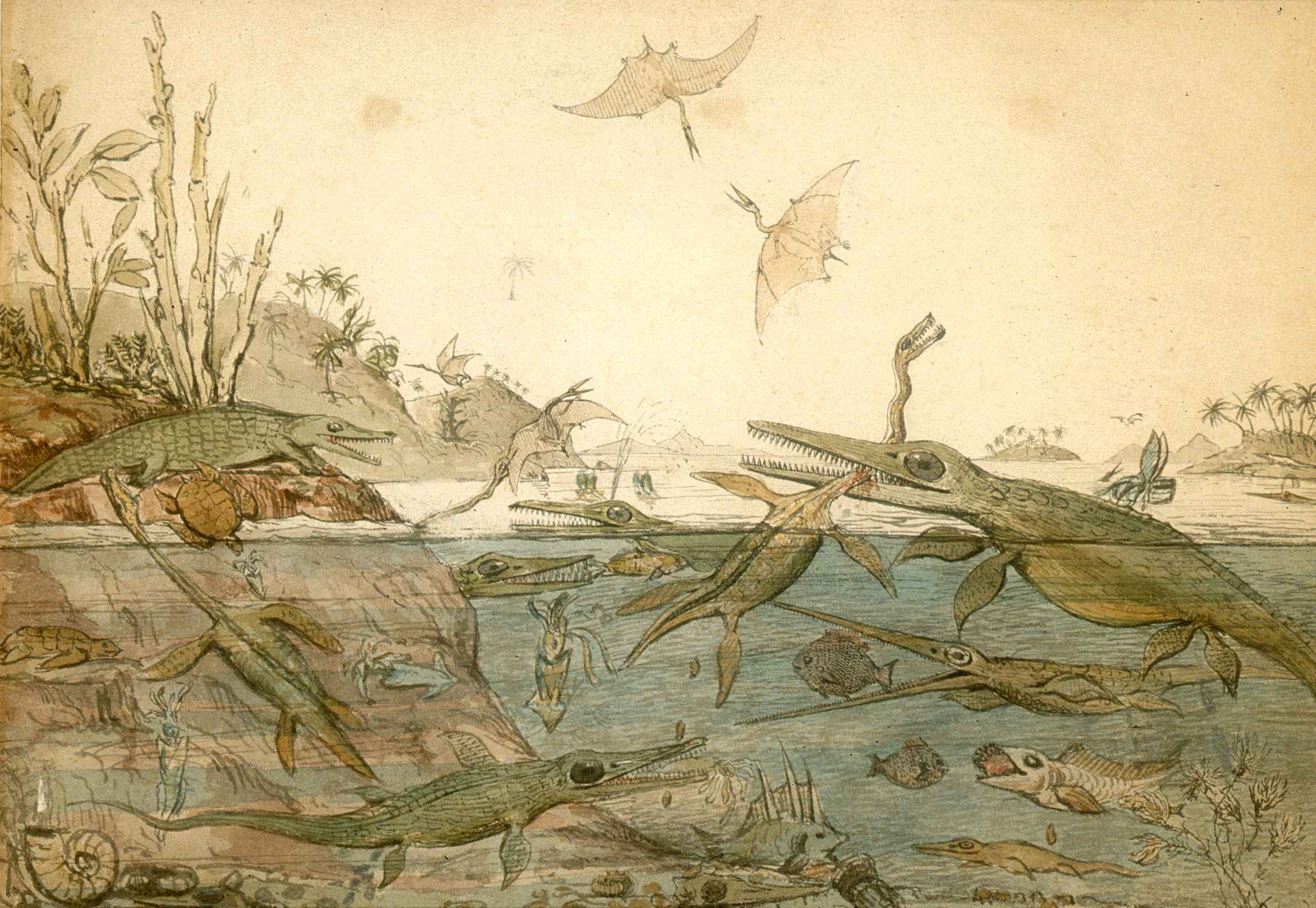
دوريا انتيكويور، أول استعادة فنية للنظام الإيكولوجي في العصر الوسيط، تظهر بليزوصور يُفتَرَس من قِبَل الإكتيوصور (Ichthyosaurus)

- هنري دي لا بيتش وويليام كونيبير هما أول من سمى الأنواع البليزوصورية بـاسم البليزوصورات دوليتشوديروس (Plesiosaurus dolichodeirus).[12]

1822
- خلق باركينسون اسم البليزوصورات بريسكوس (Plesiosaurus priscus) لبعض البقايا المستخدمة من قبل دي لا بيكي وكونيبير كأساس للبليزوصورات. ينُظَر إلى هذا النوع الآن كقيمة تصنيفية مشبوهة.[13]

1823
كانون الأول
- إكتشفت ماري أنينج هيكلاً عظميًا كامل تقريبًا للبليزوصورات بالقرب من لايم ريجيس. ستتم فهرسة هذه العينة لاحقًا باسم بي أم أن إتش 22565 (BMNH 22656).[14]

كانون الأول
- تقريبًا في نفس وقت اكتشاف بي أم أن إتش 22565، تم اكتشاف عينة أُخرى من البليزوصورات عند نفس الموقع. تم التبرع بالعينة لمتحف جامعة أكسفورد وقد تكون العينة المعروفة حاليًا باسم أو أكس أف يو أم جاي.[15]

1824
- وَصَف كونيبير اسم الأنواع الجديدة للبليزوصورات بريسكوس للبليزوصورات المكتشفة من قبل أنينج. كأول اسم نوع يعطى لهيكل عظمي مميز ومحفوظ جيدًا للبليزوصورات، فقد أصبح يعتبر كعينة من نوع البليزوصورات دوليكوديروس على تحديدًا ومن جنس البليزوصورات بصورة عامة.[16]

1829
- جمعت ماري أنينج عينة للبليزوصورات بريسكوس المعروفة الآن باسم بي أم أن إتش آر. 1313 (BMNH R.1313).[17]

### ثلاثينيات القرن التاسع عشر
1837

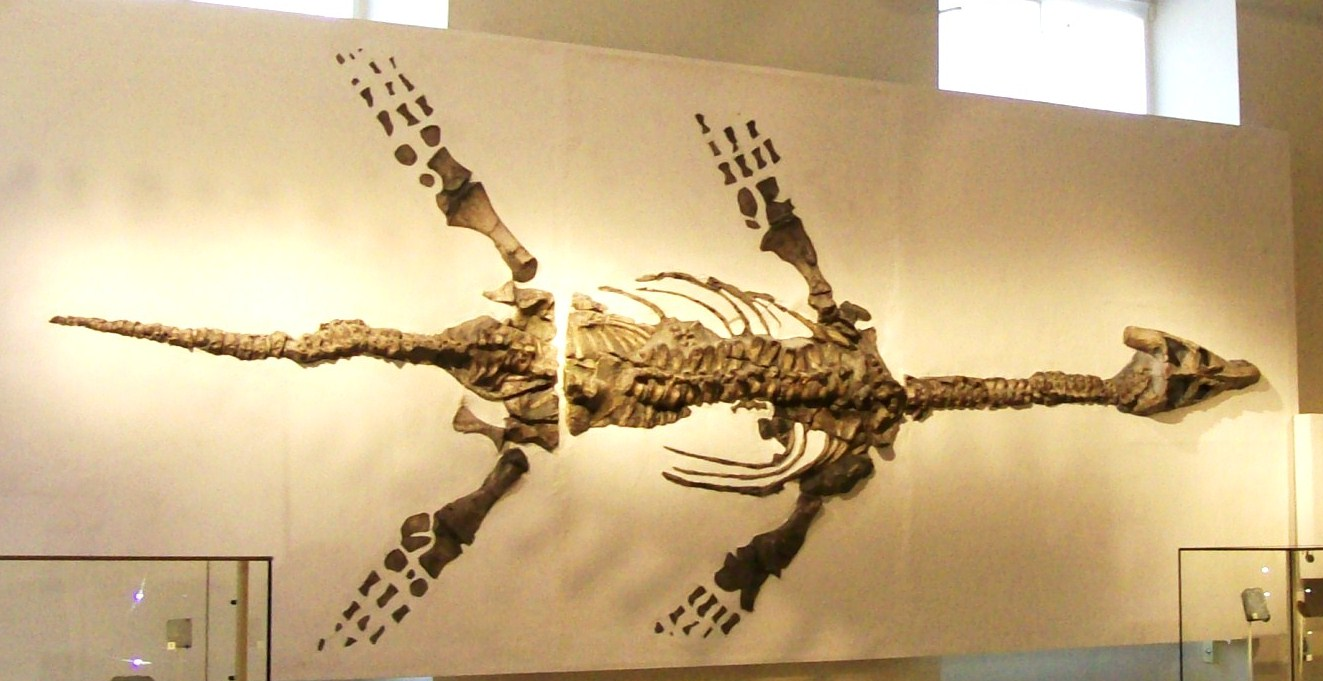
هيكل عظمي لعّينة من البارو كيبر ("Barrow Kipper") اتيكودراكون ميغاسيفالوس.

- وَصَف بوكلاند في كونيبير الأنواع الجديدة  للبليزوصورات ماكروسيفالوس (Plesiosaurus macrocephalus).[18]

1839
- أوضح دي لا بيه عمل بعنوان دوريا انتيكويور بمعنى «دورست القديمة أكثر» للصيادة الاحفورية  ماري أنينج. يعتبر هذا العمل، الذي يتميز بشكل واضح للبليزوصورات، بأنه المحاولة الأولى لإعادة تشكيل عالم الدهر الوسيط بدقة من خلال بيئة فنية.
- وَصَف فون ماير البيستوصورات (Pistosaurus). يعتقد إنَّ البيستوصورات هي شكل انتقالي يربط بين البليزوصورات وأسلافها الأساسية العظائيات زعنفية (sauropterygian).[19]

### أربعينيات القرن التاسع عشر
1840

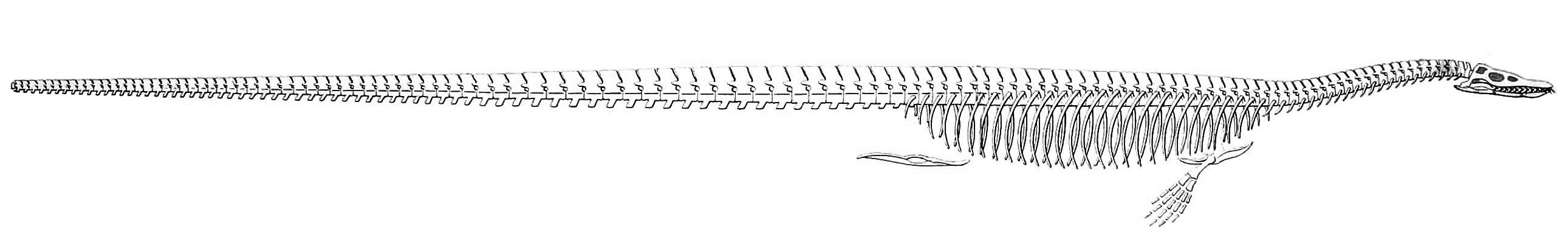
إعادة البناء الهيكلي (الرأس بالنهاية الخطأ) لإدوارد درينكر كوب الإيلازموسورس بلاتيوروس.

- وَصَف أوين الأنواع المعروفة الآن باسم كوليمبوصورات تروتشانتيريوص (Colymbosaaurus trochanterius)، إيوريكلايديوس اركيواتوس (Eurycleidus arcuatus) وثلاسيودراكون هاوكينسي (Thalassiodracon hawkinsii).[20]

1841  
- وَصَف أوين الأنواع الجديدة باسم بلايوصورات براكيدروس (Pliosaurus brachydeirus)،[18] بلايوصورات براكيسبونديلوس (Pliosaurus brachyspondylus)[18] وبوليبتيكودون إنتروبتوس (Polyptychodon interruptus).

1842

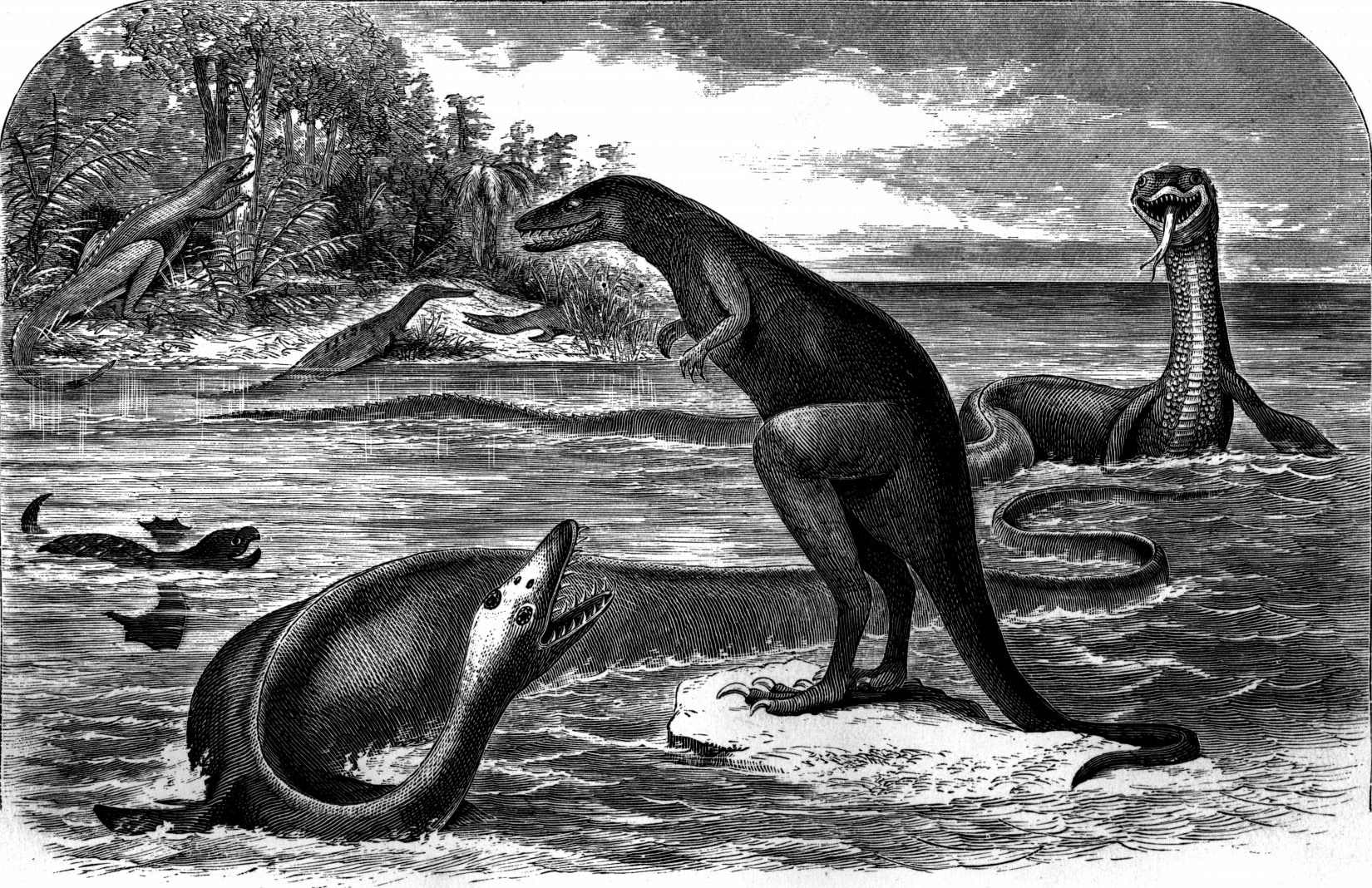
إستعادة الحياة لالإيلازموسورس لعام 1869 (ولا يزال الرأس في النهاية الخاطئة) مواجهة الثيروبود داينوصور لايلابس (theropod dinosaur Laelaps) (الآن دريبتوصورات (Dryptosaurus) بلاتيوروس.

- سَمّى السير ريتشارد أوين رسميًا البلايوصورات (pliosaurs).[21]

1846
- وَصَف ستوتشبوري النوع المعروف الآن باسم اتيكودراكون ميغاسيفالوس (Atychodracon megacephalus).[15]

1848
- اشترى القيمين على المتحف البريطاني للتاريخ الطبيعي عينة من البليزوصورات ات من ممتلكات ريتشارد غلينفيل، الدوق الأول لباكينغهام. فَهرَسَ المتحف العينة باسم بي أم أن أتش 22656.

### ستينيات القرن التاسع عشر
1863
- وَصَف كارت وبايلي الأنواع المعروفة الآن باسم روماليوصورات كرامبتوناي (Rhomaleosaurus cramptoni).[22]

1864
- صور جول فيرن رسمًا لهزيمة البليزوصورات في قتال ضد الإكثيوصور (ichthyosaur) في رحلة إلى مركز الأرض.

1865
- وَصَف أوين الأنواع المعروفة الآن باسم ايريتموصورات ريوغوسوس (Eretmosaurus rugosus) ومايكروكلايدوس هومالوسبوندايلوس (Microcleidus homalospondylus).
- وَصَف سيلي النوع المعروف الآن باسم مايكروكلايدوس ماكروبتيريوس (Microcleidus macropterus).
- وَصَف أوين النوع المعروف الآن باسم آركايونيكتروس روستراتوس (Archaeonectrus rostratus).[23]

1867

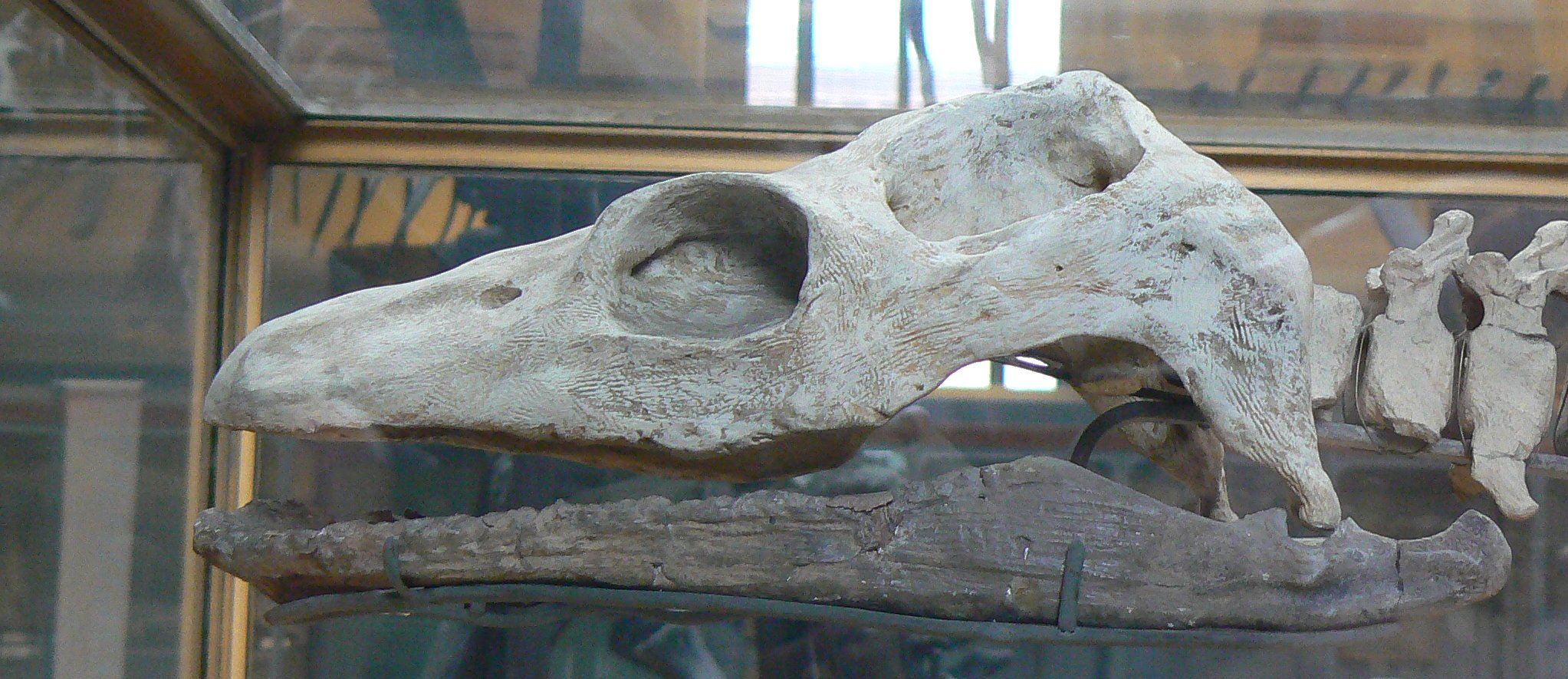
جمجمة كريبتوكليدوس (Cryptoclidus). وُصِفَ سي. إيوريميروس (C. eurymerus) في الأصل من قبل فيليبس عام 1871.

- إكتشفت جراح في الجيش يدعى الدكتور ثيوفيلوس تيرنر حفريات حيوان كبير في بيير شال في كانساس، الولايات المتحدة الأمريكية. تمثل البقايا أول عينة بليزوصور شبه كاملة من أمريكا الشمالية. أعطى تيرنر بعض فقراته إلى عضو في استطلاع يونين باسيفيك رايلرودز يدعى جون لوكونت. أرسل لوكونت الفقرات إلى إدوارد درينكر كوب للدراسة. اعترف كوب بالاكتشاف باعتباره اكتشاف هام للبليزوصور وكتب إلى تيرنر يطلب منه التنقيب ونقل الحفريات بالسفينة إليه.[24]

منتصف آذار
- بنى كوب الجنس والأنواع الجديدة الإيلازموسورس  بلاتيوروس (Elasmosaurus platyurus)  من الاحافير المرسلة من قبل تيرنر في مخطوطة وَصفية سريعة كتبت في غضون إسبوعين من الحصول عليها.

24 نيسان
- قدم كوب نتائجه المتعلقة بالإيلازموسورس (Elasmosaurus) إلى اجتماع أكاديمية العلوم الطبيعية في فيلادلفيا، بنسلفانيا.[25]

1868
- وَصَف كوب الأنواع الجديدة الإيلازموسورس بلاتيوروس.
- تم نشر وَصُف كوب الإيلازموسورس رسميًا.[25]

أيلول
- قام وليام إي. ويب وآخرون بجمع ونقل عينة من البليزوصورات في السفينة إلى كوب.

1869
- وَصَف سيلي النوع المعروف الآن باسم لايوبليوردون باكيديريوس (Liopleurodon pachydeirus) وبيلونيوستيس فيلارتشوس (Peloneustes philarchus).
- سَمَّى كوب عينة البليزوصورات التي جمعت من قبل ويب باسم بوليكوتيلوس لاتيبينيس (Polycotylus latipinnis).[26]

آب
- أعد كوب مطبوعات لوَصفه للايسموصورات لتعاملات الجمعية الفلسفية الأمريكية تتضمن إعادة تشكيل الحيوان برقبة قصيرة وذيل طويل جدًا. وُزِّعَت المخطوطة على علماء آخرين.

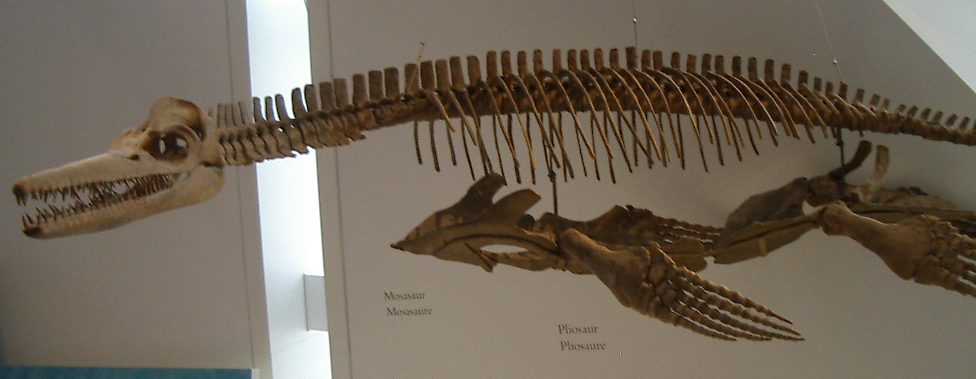
حامل الهيكل العظمي لتريناكروميريوم بينتونينوم. وُصِفَ تي. بينتونينوم (T. bentonianum) من قِبَل كراغين في عام 1888.

### سبعينيات القرن التاسع عشر
1870
8 آذار
- قدم جوزيف ليدي، مستشار كوب، عرضًا للإعلان عن اكتشافه الحديث بإن إعادة تشكيل كوب لالإيلازموسورس  قد وَضَعَت الجمجمة في نهاية الذيل بدلًا من نهاية الرقبة.
- اكتشاف ليدي أحرج كوب، الذي بدأ بنشر ملاحظات عن الخطأ غير المحدد في وَصفه لالإيلازموسورس مع عرض لتبديله بنسخة مصححة ومجلدها الثاني.

تشرين الثاني
- جمع أو. سي. مارش عينة إضافية أفضل لبوليكوتايلوس (Polycotylus) في كانساس والتي تم الحفاظ عليها أفضل من النوع الذي وُصِفَ من قبل كوب. العينة الآن مفهرسة باسم واي بّي أم 1125 (YPM 1125).

1871
- وَصَف فيليبس الأنواع المعروفة الآن باسم بلايوصورات ماكروميروس (Pliosaurus macromerus).
- وَصَف فيليبس  النوع المعروف الآن باسم كريبتوكليدوس إيوريميروس (Cryptoclidus eurymerus).
- وَصَف كوب الأنواع المعروفة الآن باسم هايدرالموصورات سيربينتينوس (Hydralmosaurus serpentinus).
- أشار كوب بشكل غير دقيق إلى بوليكوتايلوس بانه «أول بليسيوساورويد (plesiosauroid) حقيقي وجد في أمريكا».[25]

1872
- تخيل كوب تغذية الإيلازموسورس  برفع أعناقها فوق الماء وضربها نزولًا للأسفل على الأسماك الواقعة بعيدًا عن أجسامها.
- إكتشف بي. أف. ماج عشرة فقرات مفصلية في فيربورت تشالك في كانساس والتي أخطأ في اعتبارها بقايا إكثيوصور. هذه الحفريات مفهرسة الآن باسم كي يو فّي بّي 1325 (KUVP 1325).

1873
- وَصَف سوفّاج النوع الجديد لايوبليورودون فيروكس (Liopleurodon ferox).
- إكتشف جوزيف سوفّاج تريناكروميروم «أنونيموم» ("Trinacromerum "anonymum) ثانيًا محفوظًا بشكل أفضل في كانساس.[27]

1874
- وَصَفَ هيكتور الأنواع الجديدة ماويصورات هاستي (Mauisaurus haasti).
- وَصَفَ سيلي الأنواع الجديدة ماورينوصورات ليدسي (Muraenosaurus leedsi).
- إكتشف بي. أف. ماج شظايا هيكل عظمي كبير لإلاسموصور في حصن هايز الكلسي في كانساس.
- حفر ماج وويليستون بقايا كانسان بليزوصور (Kansan plesiosaur) كبير آخر، وهذا كان من سموكي هيل تشالك. قد تكون العينة ستيكسوسورات سنوي (Styxosaurus snowii) وهي مفهرسة حاليًا باسم واي بّي أم 1644 (YPM 1644). لقد كان أول بليزوصور  وجده ماج على الإطلاق مع أحجار المعدة وأول بليزوصور  أُنجِزَ من قِبَل ويليستون بشكل عام.[28]
- أعلن هيكتور عن وجود بقايا لإلاسموصور في نيوزيلاندا.[29]
- نشر سيلي بحثًا أُعِدَّ للمساعدة في تطوير حالة فهم العلم لتشريح حزام الكتف للبليزوصور. الذي كان مشوَّهًا بسبب سوء حفظ الحفريات، كان على العديد من علماء الحفريات الأوائل الاعتماد على ملاحظاتهم.[30]

1875
- صَوّر كوب مرة أخرى الإيلازموسورس كأنها تتغذى من صيد السمك من مسافة مع الرؤوس المرفوعة فوق خط الماء.[31]

1876
- وَصَف بليك في تيت وبليك الأنواع الجديدة للبليزوصورات لونجيروستريس (Plesiosaurus longirostris).

1877
- وَصَف ليدكر الأنواع المعروفة الآن باسم سيموليستيس اينديكوس (Simolestes indicus).
- ناقش ماج أحجار معدة واي بّي أم 1644 في منشور علمي. واستنتج أنَّ البليزوصورات استفاد من أحجار المعدة هذه للمساعدة في تحطيم الطعام كما تفعل العديد من الطيور والزواحف الحديثة.[32]

1879
- وَصَف ليدكر الأنواع الجديدة المعروفة الآن باسم كريبتوكليدوس ريتشاردسوني (Cryptoclidus richardsoni).

### ثمانينيات القرن التاسع عشر
1880
- حصلت أُكسفورد على مجموعة ميسيس فيلبوت، والتي تضمنت نوع العينة للبليزوصورات ماكروميوس (Plesiosaurus macromus). فهرس المتحف هذه العينة باسم أو أكس أف يو أم  جاي.28587 (OXFUM J.28587).[33]

1881
- وَصَف سولاس الأنواع الجديدة المعروفة الآن باسم اتينبوروصورات كونيباري (Attenborosaurus conybeari).

1882
- اشترى المتحف البريطاني للتاريخ الطبيعي مجموعة إجرتون (Edgerton collection)، والتي تضمنت الفك الكامل للبليزوصورات دوليتشوديروس المعروف الآن باسم بي أم أن أتش آر. 255 (BMNH R.255).

1884
الربيع
- اشترى سميثسونيان هيكلًا عظميًا جزئيًا لبليزوصور من تشارلز ستيرنبرغ. العينة الآن مفهرسة باسم يو أس أن أم 4989 وستستخدم لاحقًا كنوع من العينات للجنس والأنواع الجديدة براتشوتشينيوس لوكاسي (Brachauchenius lucasi).[34]

1888
- ادعى هاري سيلي خطًأ إنه إكتشفت العديد من أحافير أجِّنة البليزوصورات.
- سَمَّى أف. دبليو. كراغين الجنس والنوع تريناكروميريوم بينتونينوم (Trinacromerum bentonianum) من كانساس.

### تسعينيات القرن التاسع عشر
1890
- أثار مارش انعكاس تشريح كوب لالإيلازموسورس في مقالٍ نُشِر في نيويورك هيرالد.
- استخرج إي. بّي. ويست جمجمًة وعنقًا جزئيًا يعود إلى إلاسموصور والذي سيسمى ستيكسوصورات سنوي. العينة الآن مفهرسة باسم كي يو فّي بّي 1301 (KUVP 1301).[35]
- وَصَف ويليستون الأنواع المعروفة الآن باسم ستيكسوصورات سنوي.

1892
- وَصَف سيلي الأنواع المعروفة الآن باسم مورينوصورات بيلوكلس (Muraenosaurus beloclis).

1893
- وَصَف مارش الأنواع الجديدة بانتوصورات سترايتوس (Pantosaurus striatus).
- حصل تشارلز إتش. ستيرنبرغ على فقرتين كبيرتين للإلاسموصور والتي ستستخدم فيما بعد كنوع عينة من الإيلازموسورس  ستيرنبيرغي (Elasmosaurus sternbergi). العينة مفهرسة الآن باسم كي يو فّي بّي 1312 (KUVP 1312).[36]
- إكتشف أف. دبليو. كراغين  هيكل عظمي جزئي للبليزوصور وأحجار المعدة العائدة له فيما يعرف الآن باسم الكايوا شيل. هذه العينة مفهرسة الآن باسم كي يو فّي بّي 1305 (KUVP 1305) وسيتم تسميتها فيما بعد باسم للبليزوصورات مودغي (Plesiosaurus mudgei).[37]
- جادل ويليستون  بإن البليزوصورات ات تناولت أحجار المعدة عن طريق الخطأ فقط أو لتخفيف «رغبة الطعام». مع ذلك، لاحظ ايضًا إنَّ الصخور المستخدمة كأحجار معدة كانت أكثر تشابهًا مع صخور تقع على بعد 400-500 ميل في آيوا أو بلاك هيلز في داكوتا الجنوبية مقارنًة بالصخور الجيولوجية المحلية.[38]

1894
- وَصَف كراغين الأنواع الجديدة للبليزوصورات مودغي باسم كي يو فّي بّي 1305 (KUVP 1305).[37]

1895
- وَصَف دايمس الأنواع المعروفة الآن باسم سيليصورات غويليلميمبيراتوريس (Seeleysaurus guilelmiimperatoris).

1897
- قام الفنان تشارلز آر. نايت، بتوجيهات من إدوارد درينكر كوب، بتمثيل الاسموصوروس بلاتيوروس يتناول سمكة. عُقِدَ عنق الاسموصور بصورة خاطئة ليكون الشكل (∞) المستحيل من الناحية التشريحية الذي استحضر صورة “الثعبان ينقض على فريسته".[39]

1898
- وَصَف نايت الأنواع الجديدة ميغالنيوصورات ريكس (Megalneusaurus rex).

1899
- إكتشف رجل يدعى أندرو كرومبي قطعة من فك أحفوري له ستة أسنان في كوينزلاند، أستراليا العينة ستصبح نوع لجنس كرونوصورات (Kronosaurus).[40]

## القرن العشرين

### مطلع القرن العشرين
1900
- وَصَف نايت الأنواع المعروفة باسم تاتينكتس لارامينسس  (Tatenectes laramiensis).
- إكتشف جورج أف. ستيرنبرغ نموذج البليزوصورات المعروف الآن باسم كي يو فّي بّي 1300(0KUVP 130) والتي ستستخدم لاحقًا كعينة من عينات دوليتشورينتشوبس أزبورن (Dolichorhynchops osborni).[41]

1902
- وَصَف ويليستون الأنواع الجديدة باسم دوليتشورينتشوبس أزبورن.

1903
- قام ويليستون بتغييرات عديدة على تصنيف البليزوصور. واحدة منها وصف الأجناس والأنواع الجديدة باسم براشوتشينيوس لوكاسي، نوع العينة الذي كان عبارة عن هيكل عظمي جزئي إكتشف في كانساس. صُنف هذه العينة الآن باسم يو أس أم أن 4989 (USNM 4989). وَصَف ايضًا العينة الجديدة تريناكروميروم أنونيموم اعتمادًا على اكتشاف سلسلة الفقريات بواسطة مج عام 1872.[42]

1904
- إفترض بارنوم براون إنَّ البليزوصورات ات استخدمت أحجار معدتها في عضو شبيه بالقانصة لطحن فرائسها اللافقارية لأنها لا تمتلك أسنان طحن أو سحق للقيام بهذه المهمة لها.[43]
- شعر عالم الحفريات في جامعة هارفرد تشارلز آر. إيستمان«بالإهانة» من إدعاء براون بأن البليزوصورات تمتلك قانصة، إنتقد الفكرة بالطباعة.
- ردَّ ويليستون على إيستمان وأعاد تأكيد الأدلة على أحجار معدة البليزوصورات من خلال الإشارة إلى إنه بحلول هذا الوقت تم إيجاد ثلاثين عينة على الأقل تحتوي عليها.[42]

1906
- وَصَف ويليستون العديد من العينات والأصناف الجديدة. كانت الأنواع الجديدة إيلاسموصورات نوبيليس (Elasmosaurus nobilis) واحدًا منها. وَصَف ويليستون ايضًا أنواع الإيلازموسورس   الجديدة باسم إي.سترينبرغي (E. sternbergi) اعتمادًا على الفقرة التي إكتشفها تشارلز إتش. ستيرنبرغ عام 1893. وقد أبدى رأيه بأن هذه الأحفوريات كانت أكبر فقرات إيلاسموصور التي شاهدها على الإطلاق. أخيرًا، وَصَف ويليستلون مارش بوليكوتيلوس (Marsh's Polycotylus)، واي بّي أم 1125 (YPM 1125).

1907
- أبلغ ويليستلون عينة براتشوتشينيوس (Brachauchenius) أُخرى، على الرغم من اكتشاف هذه العينة في تكساس (Texas).[44]
- جادل ويليستلون بأن براتشوتشينيوس لوكاسي ترتبط ارتباطا وثيقًا ب لايوبليوردون فيروكس.[45]

1909
- وَصَف آندوز الأنواع الجديدة باسم سيمولستز فوراك (Simolestes vorax) وترايكلايدوس سيلي (Tricleidus seeleyi).
- وَصَف واتسون الأنواع الجديدة باسم ستيناراصورات داوكينز (Sthenarasaurus dawkins).

### أوائل القرن العشرين
1910
- وَصَف فرآس الأنواع المعروفة الآن باسم روماليوصورات فيكتور ((Rhomaleosaurus victor.

1911
- وَصَف آندروس الأنواع المعروفة الآن باسم لايبتوكلايدوس كابنسس (Leptocleidus capensis).

1913
- وَصَف براون الأنواع الجديدة باسم لوروسباندلوس التمس (Leurospondylus ultimus).

1914
- إنتقد ويليستون  صور البليزوصورات ات طويلة العنق لأن لها أعناق مرنة بشكل غير طبيعي.[39]
- وَصَف وينجر الأنواع الجديدة باسم برانكصورات برانكاي (Brancasaurus brancai).
- لاحظ ويليستون القنوات شبه الدائرية داخل أُذن البليزوصور  جيدة التطور. مانحًا إياهم شعورًا جيدًا بالتوازن والتنسيق.[46]

1919
- حصل سميثسونيان من تشارلز ستيرنبرغ على عينة تايلوصورات (Tylosaurus) مع محتويات معدة بوليكوتيليد محفوظة. فُهرِست التايلوصورات باسم يو أس أن أم 8898 (USNM 8898) وعشائه الأخير باسم يو أس أن أم 9468 (USNM 9468).

### عشرينيات القرن العشرين
1922
- وَصَف آندروس النوع الجديد باسم ليبتوكلايدس سوبرستيس (Leptocleidus superstes).
- لاحظ ستيرنبرغ  إن كونه محتوى في معدة الموساصور (mosasaur)  ربما ساعد في ضمان حفظ البوليكوتايلد المعروف الآن باسم يو أس أن أم 9468 (USNM 9468) من خلال حمايته من أسماك القرش المفترسة.

1923
- وَصَف هوين الأنواع الجديدة المعروفة باسم هايدروريون براكيبتيريجيوس (Hydrorion brachypterygius).

1924
- وَصَف هيبر لونجمان كرونوصورات كوينزلاندكس (Kronosaurus queenslandicus) اعتمادًا على شظية الفك التي وجدها آندرو كرومبي في عام 1899.[47]

1926
- إكتشف جورج ف. ستيرنبرغ عينة ثالثة من دوليتشورينتشوبس أزبورن في كانساس.

1929
- إكتشف المزيد من أحافير كرونوصورات في مركز كوينزلاند بالقرب من اكتشاف نوع العينة.

### ثلاثينيات القرن العشرين
1930
- وَصَف سوينتون النوع الجديد باسم ماكروبلاتا تينيوبيس (Macroplata tenuipes).[48]

1931
- إكتشف جورج ف. ستيرنبرغ وأم. فيّ. ووكر عينة إيلاسموصور كبيرة محفوظة جيدًا.[49]

1931-1932
- أرسلت جامعة هارفارد  بعثة صيد أُحفوري إلى  كوينزلاند، أستراليا. إكتشفوا في جيش داونز عينة كرونوصورات مكتملة تقريباَ.

1934
- كانت «صورة الجراح» ("surgeon's photograph") الخاصة بوحش لوخ نيس خادعة، مما عزَّز الترابط بين البليزوصورات ات والوحش الأسطوري.[50]

1935
- إشترى متحف جامعة ولاية نبراسكا عينة إيلاسمصور التي اكتشفها ستيرنبرغ ووكر عام 1931. فُهرِست العينة الآن باسم يو أن أس أم 1195 (UNSM 1195).

1935
- وَصَف رآسل النوع الجديد باسم تريناكروميروم كيركي (Trinacromerum kirki).

1936
- اكتشفت عينة في واجهة جانب الطريق لغرينهورن فورميشن في كانساس. فُهرِست العينة باسم كي يو فّي بّي 5070 (KUVP 5070).

1938
- وُجِدَ هيكل عظمي كبير لبلايوصور على ضفاف نهر الفولغا في روسيا. ومع ذلك، تضررت العينة أثناء الحفر وأُستُخرِجت فقط منطقتي الجمجمة والصدر بنجاح.[51]

### أربعينيات القرن العشرين
1940
- تم تدمير عينة كاملة من بليزوصورات كونيبيري (Plesiosaurus conybeari) بما فيها الأنسجة الرخوة المحفوظة، في غارة ضد بريستول. لحسن الحظ، بقيت صبَّة من العينة في المتحف البريطاني.[52]
- وَصَف وايت الأنواع الجديدة باسم سيلياصورات هولزمادينسز (Seeleyosaurus holzmadensis).[53]

1941
- وَصَف كابريرا النوع الجديد باسم إريستانكس بارفدنس (Aristonectes parvidens).

1942
- وَصَف يونغ الأنواع الجديدة باسم ساينوبليصورات وايواننسزس (Sinopliosaurus weiyuanensis).

1943
- وَصَف ويلز الأنواع الجديدة باسم آفروصورات فورلنغ (Aphrosaurus furlong)،  مونوصورات ستوكي ((Morenosaurus stocki, ثلاسوميدون هاننغتوني (Thalassomedon haningtoni), فرينسوصورات دريتشرا (Fresnosaurus drescheri) وهايدروثيروصورات آليكسندريه (Hydrotherosaurus alexandrae).
- جادل ويلز بأن البليزوصور ات لديها رقاب مرنة بعد كل هذا.[31]

1944
- سَمَّى إلمر ريجز نوع جديد من تريناكوميروم (Trinacromerum)، تي. ويلستوني (T. willistoni) تم إيجاد نوع من العينات بواسطة طاقم بناء يعمل على طريق الولايات المتحدة السريع 81، الذي تبرع به لمتحف علم الحفريات بجامعة كانساس.
- وَصَف ريغز النوع الجديدة ب تريناكوميروم ويلستوني (Trinacromerum willistoni) بناءً على اكتشاف عام 1936 كي يو فّي بّي 5070 (KUVP 5070).

1948
- وَصَف عالم الحفريات السوفياتي نيستور نوفوزيلوف  فولغا بليزوصور (Volga pliosaur)  بأنه النوع الجديد بليزوصورات روسكس (Pliosaurus rossicus).

1949
- وَصَف ويلز الأنواع المعروفة الآن باسم ليبونيكتس مورغانا Libonectes morgana)).
- وَصَف دي لا توري وروخاس الأنواع المعروفة الآن باسم فانيالصورات كرولي Vinialesaurus caroli)).

### خمسينيات القرن العشرين
- ساعد ألفريد شيروود رومر في تحميل الكرونوصور المكتشف في كوينزلاند بواسطة بعثة هارفارد لمتحف علم الحيوان المقارن في ثلاثينيات القرن العشرين. تطلبت العظام المحفوظة بشكل سيئ كمية كبيرة من الجص لترميمها، وكسبت العينة الاسم المستعار بلاستوصورات "Plasterosaurus". كان طول الحامل النهائي 42 قدم، ربما يعود ذلك إلى رومر الذي بالغ في تقدير عدد الفقرات في العمود الفقري، على الأرجح طوله حوالي 35 قدم.

1950
- إكتشف الصيادون الأحفوريين روبرت وفرانك جينرتش هيكل عظمي جزئي لبراشوشنيس بالصدفة عندما كانوا يبحثون عن أسنان أسماك القرش.
- وجد شولر، مثل ويليستون في عام 1914، إيلاسموصورات تمتلك رقاب غير مرنة نسبيًا. ووجد أيضا إيلاسموصورات  يمتلك رؤية مجسمة، والتي يمكن أن تكون مفيدة لصيد الفرائس الصغيرة.[54]

تشرين الأول
- نقَّبَ جورج ستيرنبرغ عن براتشوتشنيوس  الذي إكتشفه جينرتشس. كانت هذه العينة المعروفة الآن باسم أف إتش أس أم فّي بّي-321، أكبر وأفضل حفظًا من عينة براتشوتشنيوس. رغم إنه تم عرضها بعد وقت قصير من الاكتشاف. لم يتم وصفُها للأدب العلمي تقريبًا لمدة 50 عام.

1952
- جادل ويلز بأن نوع عينة إيلاسموصورات ترنبرغي كانت في الحقيقة فقرات للبلايوصور.

1954
- تبرع مالك أرض خاصة في كانساس ببعض فقرات إيلاسموصورات لمتحف سترنبرغ. فُهرِست هذه الأحفوريات الآن باسم أف إتش أس أم فّي بّي-398 (FHSM  VP-398).[45]

### ستينيات القرن العشرين
1960
- وَصَف تارلو الأنواع الجديدة باسم بليزوصورات آندرويسي (Pliosaurus andrewsi).

1962
- وَصَف ويلز الأنواع المعروفة الآن باسم كالاواياصورات كولومبينسزCallawayasaurus) colombiensis).
- أعلن ويلز عن وجود بقايا إيلاسموصور في أمريكا الجنوبية.
- أعلن تشاترجي وزينسمستر عن وجود بقايا إيلاسموصور  في أنتاركتيكا.

1967
- جادل بارني إتش. نيومان ولامبرت بيفرلي هالستيد تارلو إنَّ زعانف البليزوصور طويلة العنق يمكن أن تتحرك أُفقيًا فقط، وبينما يمكنها المناورة، كانت محدودة في المياه السطحية بسبب عدم القدرة على الغوص.[55]
- إكتشف عمال منجم أوبال في جنوب أُستراليا جون ومولي أديمان بقايا بليزوصور تحولت إلى أوبال.[56]

### سبعينيات القرن العشرين
1971
- أعاد بيفرلي هالستيد تصنيف فولغا بليزوصور وبليزوصورات روسكس إلى الجنس ليوبليورودون.[51]
- اكتشف بول جونستون أحفوريات بليزوصور في واجهة جانب طريق غرينهون في كانساس.[57] خلال التنقيب تم الكشف عن موقع الحفر بواسطة رجلين مشبوهين. عاد فريق جونستون بعد استراحة من الحفر ليجد كل الأحفوريات قد استخرجت بفجاجة من الصخر باستثناء الزعنفة التي قام الفريق بإعادة دفنها. استنادا إلى الزعنفة، يمكن تحديد البليزوصور المسروق باسم تريناكومروم بنتونيانوم.[58]

1975
- نشرت جين آن روبنسون بحث حول تنّقل البليزوصور مستنتجتًا إنها فعلًا تقوم بالسباحة «طيران تحت الماء» مثل السلاحف البحرية والبطاريق.

1976
- وَصَف أوتشف الأنواع المعروفة الآن باسم جورجاصورات بينسزنسس (Georgiasaurus penzensis).

1977
- نشرت روبنسون بحث تابع لبحثها السابق عن تنّقل البليزوصور. إستنتج البحث على نحو وجيه بان البليزوصورات ات تكون غير قادرة على ترك الماء.[59]